# Biblia Parva
La Biblia Parva (en català: "petita Bíblia") és un document apologètic cristià en català atribuït a la mateixa obra a un anònim bisbe de Jaén i, posteriorment i de manera anacrònica, a sant Pere Pasqual. Es tracta d'una exposició de la doctrina cristiana en forma de catecisme redactada per tal d'evitar la conversió dels cristians en territori d'Al-Àndalus a l'islam per manca de formació i com a guia per a defensar la seva religió en les seves discussions amb els jueus i els sarraïns.
L'atribució d'aquesta obra a sant Pere Pasqual es produí l'any 1629 i en la mateixa obra en què el mercedari fra Pedro de San Cecilio relacionà per primer cop un Pere bisbe martir de Jaén amb el mercedari valencià Pere Pasqual, company de sant Pere Nolasc. L'orde de la Mercè també ha estat l'autora de l'atribució d'aquesta obra a sant Pere Pasqual, mitjançant una falsificació de la portadella d'un incunable, vers l'any 1675. El nom de l'autor de l'anomenada Biblia Parva no consta, però, en cap dels quinze manuscrits del segle xv, posteriors a 1430, per la lletra i el llenguatge, ni en l'edició incunable de Joan Rosembach.
El títol de Biblia Parva es començà a usar a l'edició de la traducció llatina publicada el 1676 i procedeix del nom de la versió castellana sobre la qual es feu la llatina, que era Biblia Pequeña. La majoria dels manuscrits, ni en els més antics, però, no tenen títol. Per això i atès que no es tracta de cap bíblia, ni pel contingut ni per l'extensió, s'ha proposat el títol més comú i purament descriptiu de Llibre del Bisbe de Jaén.
Pel que fa al suposat origen valencià de l'obra, cap de les seves característiques lingüístiques no permet afirmar-lo, segons Manuel Sanchis Guarner. Amb relació a la seva data de redacció, són tots del segle xv els dotze manuscrits del text català original que es conserven, així com l'edició incunable també catalana, de 1492. A més a més, cap tret lingüístic no permet datar la redacció abans d'aquest segle.
L'atribució de l'obra i d'altres d'anònimes que, en alguns còdexs apareixen relligades juntes amb aquesta, a sant Pere Pasqual i la datació de totes aquestes obres abans de la conquesta de Jaume I ha servit a alguns com a demostració de la pervivència del mossàrab fins a la conquesta jaumina. Però la llengua de cap manuscrit d'aquestes obres ni la de l'incunable de 1492 així com no presenta cap tret lingüístic que en pugui situar l'origen al País Valencià, tampoc no en té cap de propi del mossàrab valencià. Cal, doncs, l'edició crítica i un estudi lingüistic complet d'aquesta obra.
Aquesta edició crítica haurà de tenir en compte, a més dels manuscrits catalans, una versió occità, en un manuscrit, i una de napolitana en dos manuscrits. La versió castellana documentada al segle xvii i de la qual procedeix la llatina, s'ha perdut.
Jaume Riera i Sans, autor del descobriment de l'existència d'una impostura en la identificació de Pere Pasqual amb el bisbe Pere de Jaén i amb un inexistent bisbe Pedro de Valencia, ha plantejat la hipòtesi que una altra obra anònima i també atribuïda sense cap motiu a sant Pere Pasqual, la Disputa del Bisbe de Jaén contra los jueus sigui una reelaboració formal del Llibre del bisbe de Jaén, o aquest de l'anterior, per les coincidències, sobretot al pròleg, i per la identitat en el contingut. El mercedari Pere Armengol Valenzuela publicà entre 1905 i 1908 la Disputa del Bisbe de Jaén contra los jueus, amb la traducció castellana i llatina, però hi intercalà fragments de l'altra obra perquè la'n considerava una versió.
Tant el Diccionari Català-Valencià-Balear, d'Antoni M. Alcover i Francesc de B. Moll, com el Diccionari Etimològic i Complementari de la Llengua Catalana de Joan Coromines han exemplificat l'ús d'alguns mots (com mena) amb cites extretes de les obres atribuïdes a sant Pere Pasqual a partir de l'edició d'Armengol Valenzuela i, per tant, les han situades cronològicament de manera errada.